# Gerardo Herrero
Pour les articles homonymes, voir Herrero.
Gerardo Herrero, né le 28 janvier 1953 à Madrid, est un réalisateur et producteur de cinéma espagnol.

## Filmographie

### Comme réalisateur
- 1980 : Fotogramas salvajes (court métrage)
- 1988 : Al acecho (es)
- 1992 : Ni contigo ni sin ti (court métrage)
- 1994 : Desvío al paraíso
- 1996 : Malena est un nom de tango (es) (Malena es un nombre de tango)
- 1997 : Territoire comanche (Territorio Comanche)
- 1998 : Frontera Sur (es)
- 2000 : Las razones de mis amigos (es)
- 2002 : El lugar donde estuvo el paraíso
- 2003 : Galindez (El misterio Galíndez)
- 2004 : Le Principe d'Archimède (es) (El principio de Arquímedes)
- 2005 : Heroína
- 2006 : Los aires difíciles (es)
- 2007 : Una mujer invisible (es)
- 2008 : Que parezca un accidente
- 2009 : El corredor nocturno (es)
- 2011 : Front de l'Est (Silencio en la nieve)
- 2013 : Crimen con vista al mar (es) ou Lejos del mundo
- 2015 : La playa de los ahogados (es)
- 2017 : Las siete muertes
- 2019 : The Goya Murders (El asesino de los caprichos)
- 2023 : Bajo terapia
- 2024 : Raqa (es)

### Comme producteur
- 1980 : Fotogramas salvajes
- 1988 : La Gueule du loup (La boca del lobo)
- 1990 : Puerto Verde
- 1990 : Ovejas negras
- 1990 : Tombés du ciel (Caídos del cielo)
- 1990 : Non, ou la vaine gloire de commander ('Non', ou A Vã Glória de Mandar)
- 1991 : L'Homme qui a perdu son ombre
- 1992 : Un parapluie pour trois (Un Paraguas para tres)
- 1993 : Le Journal de Lady M.
- 1993 : Madregilda
- 1994 : Desvío al paraíso
- 1995 : Terre et liberté (Land and Freedom)
- 1995 : Guantanamera
- 1996 : Éxtasis
- 1996 : Malena es un nombre de tango
- 1996 : Les Confidences de Carla (Carla's Song)
- 1996 : Bajo la piel
- 1997 : Territoire comanche (Territorio Comanche)
- 1997 : Martín (Hache)
- 1997 : La Femme de chambre du Titanic
- 1997 : Cosas que dejé en La Habana
- 1998 : La Femme du cosmonaute
- 1998 : Mensaka
- 1998 : El pianista
- 1998 : Frontera Sur
- 1998 : Finisterre, donde termina el mundo
- 1998 : Golpe de estadio
- 1999 : Pas de lettre pour le colonel (El Coronel no tiene quien le escriba)
- 2000 : Le Cœur du guerrier (El Corazón del guerrero)
- 2000 : Sé quién eres
- 2000 : Liste d'attente (Lista de espera)
- 2000 : Krámpack
- 2000 : Pantaleón y las visitadoras
- 2000 : Le Harem de Mme Osmane
- 2000 : Nueces para el amor
- 2000 : Las Razones de mis amigos
- 2000 : Tinta roja
- 2000 : Kasbah
- 2000 : Sin dejar huella
- 2000 : El Otro barrio
- 2001 : Antigua vida mía
- 2001 : Au bonheur des hommes (ca) (Hombres felices) de Roberto Santiago (es)
- 2001 : Le Fils de la mariée (El Hijo de la novia)
- 2001 : Sans nouvelles de Dieu (Sin noticias de Dios)
- 2002 : El Lugar donde estuvo el paraíso
- 2002 : El alquimista impaciente
- 2002 : Sweet Sixteen
- 2002 : Loco 33 (El Último tren)
- 2002 : L'Amore imperfetto
- 2002 : Rosa la chine (Rosa la china)
- 2002 : Le Baiser de l'ours (Bear's Kiss)
- 2002 : Lugares comunes
- 2002 : Trece campanadas
- 2003 : La Vida mancha
- 2003 : Galindez (El Misterio Galíndez)
- 2003 : Aunque estés lejos
- 2003 : En la ciudad
- 2004 : La vida que te espera
- 2004 : Triple agent
- 2004 : Mon ami Machuca
- 2004 : Le Principe d'Archimède (El Principio de Arquímedes)
- 2004 : Nubes de verano
- 2004 : Tellement proches! (Seres queridos)
- 2004 : Luna de Avellaneda
- 2004 : Inconscientes
- 2004 : Perdre est une question de méthode (Perder es cuestión de método)
- 2005 : Maroa
- 2005 : El Penalti más largo del mundo
- 2005 : Hermanas
- 2005 : Hormigas en la boca
- 2005 : Heroína
- 2005 : La Méthode (El Método)
- 2005 : El Aura
- 2006 : Una rosa de Francia
- 2006 : Los Aires difíciles
- 2006 : Días azules
- 2006 : Ficció
- 2006 : Mujeres en el parque
- 2006 : Ciudad en celo
- 2007 : Atlas de geografía humana
- 2007 : Una Mujer invisible
- 2007 : El Club de los suicidas
- 2007 : Senki
- 2008 : Crimes à Oxford (The Oxford Murders)
- 2008 : Paisito
- 2008 : El Cuerno de la abundancia
- 2009 : Mentiras y gordas
- 2012 : Todos tenemos un plan d'Ana Piterbarg
- 2018 : L'Homme qui tua Don Quichotte (The Man Who Killed Don Quixote) de Terry Gilliam
- 2019 : The Goya Murders (El asesino de los caprichos)